# Liste des maires de Vandœuvre-lès-Nancy
La liste des maires de Vandœuvre-lès-Nancy présente la liste des maires de la commune française de Vandœuvre-lès-Nancy, située dans le département de Meurthe-et-Moselle en région Grand Est.
Élu député de la 2e circonscription en 2024, Stéphane Hablot est contraint de démissionner de son poste, qu'il détenait depuis 2008, pour cause de cumul des mandats. Son successeur, Patrice "Manu" Donati, est élu par le conseil municipal le 19 août 2024.

## L'Hôtel de ville

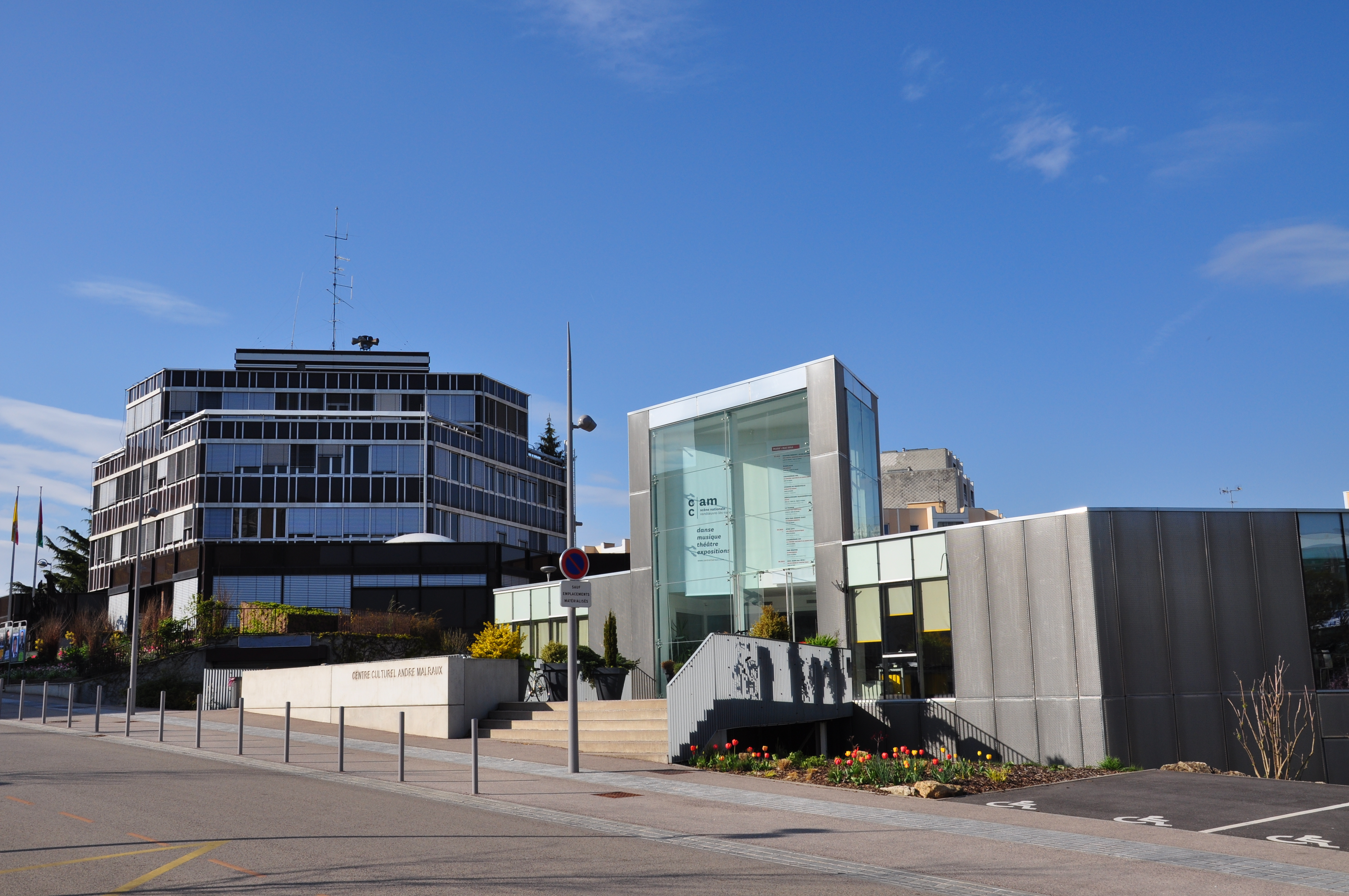
L'hôtel de ville.

## Liste des maires

### Sous l'Ancien Régime
| Période                                  | Période | Identité            | Étiquette | Qualité |
| ---------------------------------------- | ------- | ------------------- | --------- | ------- |
| Les données manquantes sont à compléter. |         |                     |           |         |
| 1728                                     | 1730    | Joseph Pelletier    |           |         |
| 1730                                     | 1732    | George Gauvin       |           |         |
| 1732                                     | 1735    | François Miche      |           |         |
| 1735                                     | 1739    | Didier Simonin      |           |         |
| 1739                                     | 1743    | Sébastien Bastien   |           |         |
| 1745                                     | 1753    | Joseph Simonin      |           |         |
| 1753                                     | 1765    | Sigisbert Lathaye   |           |         |
| 1765                                     | 1771    | Jean Lhuillier      |           |         |
| 1771                                     | 1774    | Jean Claude Bastien |           |         |
| 1774                                     | 1776    | Charles Merle       |           |         |
| 1778                                     | 1780    | Nicolas Pellerin    |           |         |
| 1780                                     | 1783    | Sébastien Lathaye   |           |         |

### Entre 1790 et 1945
| Période                                  | Période | Identité                  | Étiquette | Qualité |
| ---------------------------------------- | ------- | ------------------------- | --------- | ------- |
| Les données manquantes sont à compléter. |         |                           |           |         |
| 1791                                     |         | Christophe Poirot         |           |         |
| 1792                                     | 1800    | Sébastien Mea             |           |         |
| 1800                                     | 1805    | Christophe Poirot         |           |         |
| 1805                                     | 1815    | Charles Bastien           |           |         |
| 1815                                     | 1830    | Charles Louis de Maillard |           |         |
| 1830                                     | 1834    | Charles Bastien           |           |         |
| 1834                                     | 1839    | Nicolas Contal            |           |         |
| 1839                                     | 1843    | Nicolas Blaise Nicolas    |           |         |
| 1843                                     | 1848    | Charles Antoine           |           |         |
| 1848                                     | 1850    | Charles Buquet            |           |         |
| 1850                                     | 1864    | Charles Augustin Bastien  |           |         |
| 1864                                     | 1870    | Nicolas Blaise Nicolas    |           |         |
| 1870                                     | 1873    | Gérard Vincent Martin     |           |         |
| 1873                                     | 1876    | Charles Nicolas           |           |         |
| 1876                                     | 1879    | Auguste Richard           |           |         |
| 1879                                     | 1881    | Abdon Victorin Babillon   |           |         |
| 1881                                     | 1882    | Charles Mathurin Nicolas  |           |         |
| 1882                                     | 1890    | Juste Bastien             |           |         |
| 1890                                     | 1896    | Nicolas Steinmetz         |           |         |
| 1896                                     | 1919    | Paul Joseph Richard       |           |         |
| 1919                                     | 1935    | Marie Emile Eugène Gadol  |           | Médecin |
| 1935                                     | 1945    | Charles Chantraine        |           |         |

### Depuis 1945
Depuis l'après-guerre, sept maires se sont succédé à la tête de la commune.
| Période      | Période      | Identité                  | Étiquette      | Qualité |
| ------------ | ------------ | ------------------------- | -------------- | --- |
| mai 1945     | mars 1965    | Désiré Masson (1887-1972) | SFIO           | Employé à la Manufacture des tabacs de Nancy, résistant Maire honoraire (1965) |
| mars 1965    | mars 1983    | Richard Pouille           | RI puis UDF-PR | Ingénieur des travaux ruraux Sénateur de Meurthe-et-Moselle (1974 → 1992) Conseiller régional de Lorraine (1972 → 1994) Conseiller général de Vandœuvre-lès-Nancy (1973 → 1994) |
| mars 1983    | mars 1989    | Michel Bertrand           | UDF            | Enseignant |
| mars 1989    | juin 1995    | Pierre Rousselot          | PS             | Ingénieur en informatique Conseiller général de Vandœuvre-lès-Nancy (1994 → 1998) |
| juin 1995    | 22 mars 2008 | Françoise Nicolas         | RPR puis UMP   | Médecin dermatologue 1re vice-présidente de la CU du Grand Nancy |
| 22 mars 2008 | 19 août 2024 | Stéphane Hablot           | PS             | Enseignant Adjoint au maire chargé de la culture (1994 → 1995) Député de Meurthe-et-Moselle (2e circ.) (2024 → ) Conseiller général de Vandœuvre-lès-Nancy-Est (1998 → 2015) Conseiller départemental de Vandœuvre-lès-Nancy (2015 → 2024) 10e vice-président du conseil départemental (2015 → 2020) 19e vice-président de la métropole du Grand Nancy, (2016 → 2017) 17e vice-président de la métropole du Grand Nancy (2017 → 2020) 2e vice-président de la métropole du Grand Nancy (2020 → 2024) Réélu pour le mandat 2020-2026 Démissionnaire après son élection comme député |
| 19 août 2024 | En cours     | Patrice Donati            | LÉ             | Professeur, ancien ingénieur de l'INRS 14e vice-président de la métropole du Grand Nancy (2020 → 2024) 13e vice-président de la métropole du Grand Nancy (2024 → ) |

## Conseil municipal actuel
Les 39 sièges composant le conseil municipal de Vandœuvre-lès-Nancy ont été pourvus le 15 mars 2020 lors du premier tour de scrutin. Actuellement, il est réparti comme suit : 

## Résultats des élections municipales

### Élection municipale de 2020
|                                                          | Stéphane Hablot *        | PS-PCF-EELV              | 3 272  | 65,80  | 34 | 8 |  |  |
| Vandœuvre ensemble                                       |                          |                          | 3 272  | 65,80  | 34 | 8 |  |  |
|                                                          | Dominique Renaud         | LR-UDI-LC-MoDem-MR       | 925    | 18,60  | 3  | 1 |  |  |
| Oui Vandoeuvre                                           |                          |                          | 925    | 18,60  | 3  | 1 |  |  |
|                                                          | Francois Palau           | LREM                     | 473    | 9,51   | 2  | 0 |  |  |
| Tous Vandœuvre !                                         |                          |                          | 473    | 9,51   | 2  | 0 |  |  |
|                                                          | Abderrahim Naoumi        | LFI                      | 190    | 3,82   | 0  | 0 |  |  |
| Vandœuvre en commun                                      |                          |                          | 190    | 3,82   | 0  | 0 |  |  |
|                                                          | Jacques Lacreuse         | LO                       | 112    | 2,25   | 0  | 0 |  |  |
| Lutte ouvrière - Faire entendre le camp des travailleurs |                          |                          | 112    | 2,25   | 0  | 0 |  |  |
|                                                          |                          |                          |        |        |    |   |  |  |
| Exprimés                                                 | Exprimés                 | Exprimés                 | 4 972  | 96,98  |    |   |  |  |
| Votes blancs                                             | Votes blancs             | Votes blancs             | 52     | 1,01   |    |   |  |  |
| Votes nuls                                               | Votes nuls               | Votes nuls               | 103    | 2,01   |    |   |  |  |
| Total                                                    | Total                    | Total                    | 5 127  | 100,00 | 39 | 9 |  |  |
| Abstention                                               | Abstention               | Abstention               | 10 237 | 66,63  |    |   |  |  |
| Inscrits / participation                                 | Inscrits / participation | Inscrits / participation | 15 364 | 33,37  |    |   |  |  |
| * Liste du maire sortant                                 |                          |                          |        |        |    |   |  |  |

### Élection municipale de 2014
|                                                          | Stéphane Hablot * | PS-PCF-EELV-Cap21 | 4 149  | 50,56  | 30 | 8 |  |  |
| Vandœuvre notre ville                                    |                   |                   | 4 149  | 50,56  | 30 | 8 |  |  |
|                                                          | François Muller   | UMP-UDI (UD)      | 1 934  | 23,56  | 5  | 1 |  |  |
| Aimer Vandœuvre                                          |                   |                   | 1 934  | 23,56  | 5  | 1 |  |  |
|                                                          | Marc Saint-Denis  | SE (Centriste)    | 1 066  | 12,99  | 2  | 0 |  |  |
| Vandœuvre à cœur                                         |                   |                   | 1 066  | 12,99  | 2  | 0 |  |  |
|                                                          | Christine Ardizio | SE (ex-NC)        | 802    | 9,77   | 2  | 0 |  |  |
| Ensemble, réinventons Vandoeuvre !                       |                   |                   | 802    | 9,77   | 2  | 0 |  |  |
|                                                          | Jacques Lacreuse  | LO                | 255    | 3,10   | 0  | 0 |  |  |
| Lutte ouvrière - Faire entendre le camp des travailleurs |                   |                   | 255    | 3,10   | 0  | 0 |  |  |
|                                                          |                   |                   |        |        |    |   |  |  |
| Inscrits                                                 | Inscrits          | Inscrits          | 15 522 | 100,00 |    |   |  |  |
| Abstentions                                              | Abstentions       | Abstentions       | 7 087  | 45,66  |    |   |  |  |
| Votants                                                  | Votants           | Votants           | 8 435  | 54,34  |    |   |  |  |
| Blancs et nuls                                           | Blancs et nuls    | Blancs et nuls    | 229    | 2,71   |    |   |  |  |
| Exprimés                                                 | Exprimés          | Exprimés          | 8 206  | 97,29  |    |   |  |  |
| * Liste du maire sortant                                 |                   |                   |        |        |    |   |  |  |

### Élection municipale de 2008
| Tête de liste                                                                                                  | Tête de liste       | Liste          | Premier tour | Premier tour | Second tour | Second tour | Sièges | Sièges |
| Tête de liste                                                                                                  | Tête de liste       | Liste          | Voix         | %            | Voix        | %           | CM     |        |
| --- | ------------------- | -------------- | ------------ | ------------ | ----------- | ----------- | ------ | ------ |
| | Françoise Nicolas * | UMP            | 3 238        | 35,90        | 4 314       | 48,13       | 9      |        |
| Aimer Vandœuvre                                                                                                |                     |                | 3 238        | 35,90        | 4 314       | 48,13       | 9      |        |
| | Marc Saint-Denis    | MoDem          | 1 792        | 19,87        | 4 314       | 48,13       | 9      |        |
| Vandœuvre au Centre                                                                                            |                     |                | 1 792        | 19,87        | 4 314       | 48,13       | 9      |        |
| | Stéphane Hablot     | PS             | 2 697        | 29,90        | 4 649       | 51,87       | 30     |        |
| Parti socialiste - Pour le rassemblement de la gauche (1er tour) La gauche rassemblée pour Vandœuvre (2d tour) |                     |                | 2 697        | 29,90        | 4 649       | 51,87       | 30     |        |
| | Patrice Donati      | DVG            | 1 292        | 14,33        | 4 649       | 51,87       | 30     |        |
| Le Rassemblement                                                                                               |                     |                | 1 292        | 14,33        | 4 649       | 51,87       | 30     |        |
| |                     |                |              |              |             |             |        |        |
| Inscrits | Inscrits            | Inscrits       | 15 594       | 100,00       | 15 594      | 100,00      |        |        |
| Abstentions | Abstentions         | Abstentions    | 6 274        | 40,23        | 6 301       | 40,41       |        |        |
| Votants | Votants             | Votants        | 9 320        | 59,77        | 9 293       | 59,59       |        |        |
| Blancs ou nuls                                                                                                 | Blancs ou nuls      | Blancs ou nuls | 301          | 3,23         | 330         | 3,55        |        |        |
| Exprimés | Exprimés            | Exprimés       | 9 019        | 96,77        | 8 963       | 96,45       |        |        |
| * Liste de la maire sortante                                                                                   |                     |                |              |              |             |             |        |        |

### Élection municipale de 2001
| Tête de liste                | Tête de liste       | Liste          | Premier tour | Premier tour | Second tour | Second tour | Sièges | Sièges |
| Tête de liste                | Tête de liste       | Liste          | Voix         | %            | Voix        | %           | CM     |        |
| ---------------------------- | ------------------- | -------------- | ------------ | ------------ | ----------- | ----------- | ------ | ------ |
|                              | Françoise Nicolas * | RPR (Un. d.)   | 3 626        | 44,58        | 4 443       | 52,22       | 30     |        |
|                              | Gérard Cureau       | PS (G. pl.)    | 2 823        | 34,71        | 3 283       | 38,59       | 8      |        |
|                              | Daniel Cilla        | DVG            | 916          | 11,26        | 782         | 9,19        | 1      |        |
|                              | Marc Néguiral       | MNR            | 769          | 9,45         |             |             |        |        |
|                              |                     |                |              |              |             |             |        |        |
| Inscrits                     | Inscrits            | Inscrits       | 15 247       | 100,00       | 15 247      | 100,00      |        |        |
| Abstentions                  | Abstentions         | Abstentions    | 6 769        | 44,40        | 6 527       | 42,81       |        |        |
| Votants                      | Votants             | Votants        | 8 478        | 55,60        | 8 720       | 57,19       |        |        |
| Blancs ou nuls               | Blancs ou nuls      | Blancs ou nuls | 344          | 4,06         | 212         | 2,43        |        |        |
| Exprimés                     | Exprimés            | Exprimés       | 8 134        | 95,94        | 8 508       | 97,57       |        |        |
| * Liste de la maire sortante |                     |                |              |              |             |             |        |        |

### Élection municipale de 1995
| Tête de liste            | Tête de liste         | Liste            | Premier tour | Premier tour | Second tour | Second tour | Sièges | Sièges |
| Tête de liste            | Tête de liste         | Liste            | Voix         | %            | Voix        | %           | CM     |        |
| ------------------------ | --------------------- | ---------------- | ------------ | ------------ | ----------- | ----------- | ------ | ------ |
|                          | Françoise Nicolas     | RPR-UDF (Un. d.) | 3 297        | 34,67        | 4 599       | 46,21       | 29     |        |
|                          | Pierre Rousselot *    | PS-PCF (Un. g.)  | 2 905        | 30,55        | 3 991       | 40,10       | 8      |        |
|                          | Marc Néguiral         | FN               | 1 565        | 16,46        | 1 363       | 13,69       | 2      |        |
|                          | Ban                   | DVG              | 911          | 9,58         |             |             |        |        |
|                          | Maurice Walterspieler | DIV              | 831          | 8,74         |             |             |        |        |
|                          |                       |                  |              |              |             |             |        |        |
| Inscrits                 | Inscrits              | Inscrits         | 17 354       | 100,00       | 17 351      | 100,00      |        |        |
| Abstentions              | Abstentions           | Abstentions      | 7 656        | 44,12        | 7 105       | 40,95       |        |        |
| Votants                  | Votants               | Votants          | 9 698        | 55,88        | 10 246      | 59,05       |        |        |
| Blancs ou nuls           | Blancs ou nuls        | Blancs ou nuls   | 189          | 1,95         | 293         | 2,86        |        |        |
| Exprimés                 | Exprimés              | Exprimés         | 9 509        | 98,05        | 9 953       | 97,14       |        |        |
| * Liste du maire sortant |                       |                  |              |              |             |             |        |        |

### Élection municipale de 1989
|                          | Pierre Rousselot  | PS-PCF (Un. g.)  | 4 967  | 51,37  | 30 |  |  |  |
|                          | Michel Bertrand * | UDF-RPR (Un. d.) | 4 702  | 48,62  | 9  |  |  |  |
|                          |                   |                  |        |        |    |  |  |  |
| Inscrits                 | Inscrits          | Inscrits         | 18 785 | 100,00 |    |  |  |  |
| Abstentions              | Abstentions       | Abstentions      | 8 802  | 46,85  |    |  |  |  |
| Votants                  | Votants           | Votants          | 9 983  | 53,15  |    |  |  |  |
| Nuls                     | Nuls              | Nuls             | 314    | 1,67   |    |  |  |  |
| Exprimés                 | Exprimés          | Exprimés         | 9 669  | 51,47  |    |  |  |  |
| * Liste du maire sortant |                   |                  |        |        |    |  |  |  |

### Élection municipale de 1983
|                          | Michel Bertrand | DVD-Mod. (Un. opp.) | 5 954  | 54,69  | 31 |  |  |  |
|                          | Michel Blanchin | PS-PCF (Un. g.)     | 3 978  | 36,54  | 7  |  |  |  |
|                          | M. Voinesson    | DVD                 | 954    | 8,76   | 1  |  |  |  |
|                          |                 |                     |        |        |    |  |  |  |
| Inscrits                 | Inscrits        | Inscrits            | 18 919 | 100,00 |    |  |  |  |
| Abstentions              | Abstentions     | Abstentions         | 7 768  | 41,06  |    |  |  |  |
| Votants                  | Votants         | Votants             | 11 151 | 58,94  |    |  |  |  |
| Nuls                     | Nuls            | Nuls                | 265    | 1,40   |    |  |  |  |
| Exprimés                 | Exprimés        | Exprimés            | 10 886 | 57,54  |    |  |  |  |
| * Liste du maire sortant |                 |                     |        |        |    |  |  |  |

### Élection municipale de 1977
| Tête de liste            | Tête de liste         | Liste       | Premier tour | Premier tour | Sièges | Sièges |
| Tête de liste            | Tête de liste         | Liste       | Voix         | %            | CM     |        |
| ------------------------ | --------------------- | ----------- | ------------ | ------------ | ------ | ------ |
|                          | Richard Pouille *     | RI (Maj.)   | 5 947        | 53,06        | 31     |        |
|                          | Marie-Claude Vayssade | PS (Un. g.) | 5 260        | 46,93        |        |        |
|                          |                       |             |              |              |        |        |
| Inscrits                 | Inscrits              | Inscrits    | 17 274       | 100,00       |        |        |
| Abstentions              | Abstentions           | Abstentions | 5 749        | 33,28        |        |        |
| Votants                  | Votants               | Votants     | 11 525       | 66,72        |        |        |
| Exprimés                 | Exprimés              | Exprimés    | 11 207       | 64,88        |        |        |
| * Liste du maire sortant |                       |             |              |              |        |        |

### Élection municipale de 1971
|                          | Richard Pouille * | RI-CD-CDP-Mod.-DVG (Maj.) | 3 588  | 56,55  | 27 |  |  |  |
|                          | Oliero Guerci     | Rad.                      | 1 314  | 20,71  |    |  |  |  |
|                          | M. Ducros         | EXG                       | 700    | 11,03  |    |  |  |  |
|                          | M. Libron         | PCF                       | 685    | 10,79  |    |  |  |  |
|                          |                   |                           |        |        |    |  |  |  |
| Inscrits                 | Inscrits          | Inscrits                  | 11 155 | 100,00 |    |  |  |  |
| Abstentions              | Abstentions       | Abstentions               | -      | -      |    |  |  |  |
| Votants                  | Votants           | Votants                   | -      | -      |    |  |  |  |
| Nuls                     | Nuls              | Nuls                      | -      | -      |    |  |  |  |
| Exprimés                 | Exprimés          | Exprimés                  | 6 345  | 56,88  |    |  |  |  |
| * Liste du maire sortant |                   |                           |        |        |    |  |  |  |